# Andrzej Żebrowski
Andrzej Stanisław Żebrowski (ur. 2 grudnia 1960) – polski prawnik, menedżer i urzędnik państwowy, w latach 1994–1996 podsekretarz stanu w Ministerstwie Przekształceń Własnościowych.

## Życiorys
W 1984 ukończył studia na Wydziale Prawa i Administracji Uniwersytetu Warszawskiego, uzyskał uprawnienia radcy prawnego, specjalizując się m.in. w prawie handlowym, restrukturyzacjach i prywatyzacjach. Przez 10 lat był asystentem w Katedrze Prawa Międzynarodowego Prywatnego Szkoły Głównej Handlowej, gdzie prowadził zajęcia z prawa cywilnego i handlowego.
Pracował jako radca prawny różnych spółek m.in. Panasonic Polska i Mitsubishi, potem od 1991 do 1993 prowadził biuro prawno-ekonomiczne. Od 18 stycznia 1994 do 30 września 1996 pełnił funkcję podsekretarza stanu w Ministerstwie Przekształceń Własnościowych, odpowiedzialnego za pion prawny. Następnie od 1996 do 2014 prowadził kancelarię radcowską Żebrowski i Wspólnicy. Zasiadał też w radach nadzorczych m.in. PKP Polskie Linie Kolejowe i CPN SA, kierował też takimi organami w Impexmetalu i Domach Towarowych Centrum.
W 2000 otrzymał Krzyż Kawalerski Orderu Odrodzenia Polski.